# Letnie Grand Prix w kombinacji norweskiej 2008
Letnie Grand Prix w kombinacji norweskiej 2008 – jedenasta edycja LGP w historii kombinacji norweskiej. Sezon składał się z trzech konkursów indywidualnych. Rozpoczął się 26 lipca 2008 roku w Hinterzarten, a zakończył 1 sierpnia 2008 w Einsiedeln. Tytułu sprzed roku bronił Austriak David Kreiner. W tej edycji zwyciężył jego rodak Mario Stecher.

## Kalendarz i wyniki
| Lp | Data             | Miejscowość  | Konkurencja           | 1 miejsce  | 2 miejsce  | 3 miejsce     |
| -- | ---------------- | ------------ | --------------------- | ---------- | ---------- | ------------- |
| 1. | 26 lipca 2008    | Hinterzarten | Gundersen HS108/16 km | G. Hettich | B. Demong  | D. Kreiner    |
| 2. | 29 lipca 2008    | Oberstdorf   | Gundersen HS137/15 km | M. Stecher | J. Tallus  | A. Koivuranta |
| 3. | 29 sierpnia 2008 | Einsiedeln   | Gundersen HS117/10 km | R. Heer    | M. Stecher | D. Kreiner    |

## Klasyfikacja końcowa
| Miejsce | Zawodnik         | Punkty |
| ------- | ---------------- | ------ |
| 1.      | Mario Stecher    | 202    |
| 2.      | Anssi Koivuranta | 160    |
| 3.      | Ronny Heer       | 151    |
| 4.      | Georg Hettich    | 142    |
| 5.      | David Kreiner    | 140    |
| 6.      | Bill Demong      | 137    |
| 7.      | Eric Frenzel     | 114    |
| 8.      | Seppi Hurschler  | 98     |
| 9.      | Matthias Menz    | 85     |
| 10.     | Jaakko Tallus    | 80     |
| . . .   |                  |        |
| 32.     | Marcin Mąka      | 14     |